# تیم ملی فوتبال زیر ۱۹ سال هلند
تیم ملی فوتبال زیر ۱۹ سال هلند (انگلیسی: Netherlands national under-19 football team) نماینده کشور هلند در مسابقات فوتبال زیر ۱۹ سال اروپا و جهان است که زیر نظر اتحادیه فوتبال سلطنتی هلند فعالیت می‌کند.